# 坂元正一
坂元 正一（さかもと しょういち、1924年（大正13年）1月20日－2006年（平成18年）12月28日）は、日本の産婦人科学者。医学博士（東京大学）。元東京大学医学部教授、東京大学名誉教授。勲二等瑞宝章受章。

## 経歴
東京都出身。神戸一中を経て、海軍兵学校を卒業（72期）。第二次世界大戦期は艦上爆撃機操縦員であった。
1950年（昭和25年）東京大学医学部卒。1956年（昭和31年）東大医学博士、東大助手。関東中央病院産婦人科部長、1963年東大医学部講師、1965年助教授、1970年教授となる。1984年定年退官、名誉教授、東京女子医科大学教授・母子総合医療センター所長、1992年埼玉医科大学教授。母子愛育会総合母子保健センター所長。宮内庁御用掛も務め、佳子内親王、眞子内親王誕生時の担当医。1957年日本産科婦人科学会賞受賞、1995年保健文化賞受賞、2001年秋、勲二等瑞宝章受勲。胎児内分泌学や婦人科悪性腫瘍の研究などで知られる。

## 著書
- 『見てわかる安産の百科』主婦の友社 1980年
- 『らくなお産ができる本 妊娠と出産』主婦の友社 1984年
- 『坂元正一教授の子宮筋腫と卵巣嚢腫』主婦の友社 1986年
- 『はじめての妊娠・出産88の常識 Q&A』学習研究社 1994年
- 『婦人科の手術を受ける方、受けた方へ』主婦の友社 名医の語り下ろしシリーズ 1996年

### 共編著
- 『現代産科婦人科学大系』全20巻 鈴木雅洲,倉智敬一共編集 中山書店 1970年-1976年
- 『図説臨床産婦人科講座』全40巻 倉智敬一、品川信良、竹内正七、東條伸平、前田一雄、武田佳彦共編 メジカルビュー社 1977年-1981年
- 『胎児内分泌学』中井利昭共著 永井書店 1977年
- 『はじめてのお産と赤ちゃん12か月』奥山和男共著 学習研究社 1977年
- 『交換輸血の実際』共編集 金原出版 1978年 産婦人科mook
- 『産婦人科診療指針 あすへの産婦人科展望』共編集 金原出版 1978年
- 『胎児・新生児仮死』共編集 金原出版 1978年 産婦人科mook
- 『婦人の心身症』共編集 金原出版 1978年 産婦人科mook
- 『綜合産科婦人科学』倉智敬一共編集 医学書院 1979年
- 『不妊の診断と治療』共編集 金原出版 1979年 産婦人科mook
- 『産科疾患ケーススタディ 55例のPO研修』共編集 医学書院 1982年
- 『婦人科疾患ケーススタディ 50例のPO研修』共編集 医学書院 1982年
- 『最新産科婦人科学』総編集 朝倉書店 1983年
- 『プロスタグランジン物語』佐藤和雄共著 講談社 1983年
- 『産婦人科』編集　南江堂 臨床超音波シリーズ 1984年
- 『安産の本』中林正雄・仁志田博司共著 主婦の友生活シリーズ　1992年

### 翻訳
- W.ウォルターズ, P.シンガー編『試験管ベビー』多賀理吉共訳　岩波現代選書　1983年
- Lees & Singer『婦人科手術カラーアトラス 第3巻 悪性腫瘍』監訳 南江堂 1984年
- Eric V.MacKay [ほか]『写真で見る図説婦人科学』佐藤和雄共監訳　医学書院サウンダース 1986年
- Leslie Iffy, David Charles 編『臨床周産期医学』水野正彦共監訳　同文書院 1986年
- Beischer, Mackay『写真でみる産後の母と児の診かた』小川雄之亮、佐藤和雄共監訳　HBJ出版局 1989年
- David Jenkins『婦人科患者の病歴のとりかた』武田佳彦共監訳　中央洋書出版部 1989年
- アメリカ産婦人科医会, アメリカ小児科学会編『脳性麻痺と新生児脳症 最新の病因・病態』監訳 ;矢澤珪二郎, 坂元秀樹訳 メジカルビュー社 2004年

## 参考
- コトバンク
- 『現代日本人名録』2002年